# Estabilitzador de l'estat d'ànim
Un estabilitzador de l'estat d'ànim és un medicament psiquiàtric que s'utilitza per tractar trastorns de l'estat d'ànim caracteritzats per canvis d'humor intensos i sostinguts, com el trastorn bipolar i el trastorn esquizoafectiu de tipus bipolar.

## Exemples

### Mineral
- Liti

### Antiepilèptics
- Valproat
- Lamotrigina
- Carbamazepina

No hi ha proves suficients per donar suport a l’ús de diversos altres antiepilèptics, com ara gabapentina i topiramat.

### Antipsicòtics
- Alguns antipsicòtics atípics (aripiprazole, asenapina, cariprazina, lurasidona, olanzapina, paliperidona, quetiapina, risperidona i ziprasidona) també tenen efectes estabilitzadors de l'estat d'ànim[2] i, per tant, se solen prescriure fins i tot quan hi ha absència de símptomes psicòtics.

### Altres
- També es conjectura que els àcids grassos omega 3 poden tenir un efecte estabilitzador.

### Teràpia combinada
En la pràctica rutinària, la monoteràpia sovint no és prou eficaç per a la teràpia aguda i/o de manteniment i, per tant, la majoria de pacients reben teràpies combinades. La teràpia combinada (antipsicòtic atípic amb liti o valproat) mostra una millor eficàcia sobre la monoteràpia en la fase maníaca en termes d'eficàcia i prevenció de recaigudes. No obstant això, els efectes secundaris són més freqüents i les taxes de discontinuïtat a causa d'efectes adversos són més altes amb la teràpia combinada que amb la monoteràpia.